# Conus frigidus
Espèce
Statut de conservation UICN

 LC  : Préoccupation mineure
Conus frigidus est une espèce de mollusques gastéropodes marins de la famille des Conidae.
Comme toutes les espèces du genre Conus, ces escargots sont prédateurs et venimeux. Ils sont capables de « piquer » les humains et doivent donc être manipulés avec précaution, voire pas du tout.

## Description
La couleur de la coquille est paille pâle, violacée à la base et à l'apex. La spire est à trois cannelures et présente des stries tournantes sur la partie inférieure du verticille, qui deviennent granuleuses vers la base. 

## Distribution
Cette espèce est présente dans la mer Rouge et dans l'océan Indien au large de l'Afrique de l'Est ; dans l'océan Pacifique et au large de l'Australie (le Territoire du Nord, le Queensland et l'Australie-Occidentale).

### Niveau de risque d’extinction de l’espèce
Selon l'analyse de l'UICN réalisée en 2011 pour la définition du niveau de risque d'extinction, il s'agit d'une espèce très répandue dans le Pacifique central et occidental, particulièrement commune du sud du Japon jusqu'aux Philippines. Elle est localement abondante aux Philippines, surtout dans les mangroves.

## Taxonomie

### Publication originale
L'espèce Conus frigidus a été décrite pour la première fois en 1848 par l'éditeur et naturaliste britannique Lovell Augustus Reeve (1814-1865) dans la publication intitulée « Conchologia Iconica, or, illustrations of the shells of molluscous animals »,.

### Synonymes
- Conus (Virgiconus) frigidus Reeve, 1848 · appellation alternative
- Conus maltzanianus Weinkauff, 1873 · non accepté
- Virgiconus frigidus (Reeve, 1848) · non accepté

## Identifiants taxonomiques
Chaque taxon catalogué par les bases de données biologiques et taxonomiques possède un identifiant qui permet d'établir un point de référence. Les identifiants de Conus frigidus dans les principales bases sont les suivants :
AFD : Conus_(Virgiconus)_frigidus - BOLD : 84925 - CoL : XXF4 - GBIF : 5728160 - iNaturalist : 431979 - IRMNG : 10886224 - NCBI : 526835 - TAXREF : 91948 - UICN : 192419 - WoRMS : 215561 - ZOBODAT : 95139